# 天然痘ウイルス
天然痘ウイルス（てんねんとうウイルス、Variola virus）は、ポックスウイルス科オルソポックスウイルス属に属する2本鎖DNAウイルスの1種で、天然痘（痘瘡）の病原体であり、人間にのみ感染する。1-2週間の潜伏期の後に急激な発熱・頭痛・関節痛が発症、数日後にイボのような発疹が出現し、生還してもあばたを皮膚に残す後遺症がある。致死率は20 - 50％に達する。1977年が最後の感染者の発生年であり、WHOは1980年に天然痘撲滅宣言をした。
日本語では痘瘡ウイルス（とうそうウイルス）、バリオラウイルスとも呼ばれる。人類が根絶に成功した最初の病原体で、2020年現在自然界には存在せず、アメリカ疾病予防管理センターとロシア国立ウイルス学・生物工学研究センターの2施設のみに現存しているとされている。

## 概要
天然痘ウイルスは煉瓦形のエンベロープを持ち、大きさは長径302nmから350nm、短径244nmから270nmである。典型的なウイルスの大きさは50nmから100nmであり、ウイルスとしては巨大な部類である。カプシドの中には線形2本鎖DNAのゲノムを持ち、サイズは18万5578塩基対であり、187個の遺伝子をコードしている。天然痘ウイルスと牛痘ウイルス (Cowpox virus) 、ワクチニアウイルス (Vaccinia virus) は非常に遺伝子が似ており、実際、初期の天然痘ワクチンは牛痘ウイルス（ワクチニアウイルス説あり）から開発されている。この三者は共通祖先から分岐進化した可能性がある。
天然痘ウイルスは乾燥や低温に強く、エーテルに対して耐性を持つ。対してアルコール、ホルマリン、紫外線には弱く、容易に不活化する。

## 感染と症状
天然痘ウイルスはオルソポックウイルス属の他の種である牛痘ウイルス、ワクチニアウイルス、エムポックスウイルス (Monkeypox virus) とは異なり人獣共通感染症ではなく、天然痘ウイルスは唯一ヒトにのみ感染する。昆虫や動物による媒介や無症候性キャリアは知られていない。他のポックスウイルス科ウイルスと同様に、DNAウイルスとしては珍しく、細胞核ではなく細胞質で増殖し、他のDNAウイルスには見られないタンパク質を合成する。最も重要なのはDNA依存性RNAポリメラーゼである。
臨床的には、天然痘ウイルスは Variola major と Variola minor の2つのタイプに分けられる。major は非常に毒性が強く、致死率は20%から50%と非常に高い。一方で minor の致死率は1%未満である。2つのタイプは増殖温度を除きウイルス学的性状は区別できない。major は18万6103塩基対のゲノムと187個の遺伝子を持ち、minor は18万6986塩基対のゲノムと206個の遺伝子を持っている。20世紀の間に天然痘によって3億人から5億人が死亡したといわれている。
天然痘ウイルスは感染力が非常に強いことで知られている。感染は主に飛沫感染によるものである。感染者からの飛沫や体液が口、鼻、咽頭粘膜に入ることで感染する。通常は約1.8m以内の範囲で感染する。また、感染者によって汚染されたもの、例えば布団や衣類などに触れても感染する。まれに建物やバスのような密閉空間で空気感染する場合もある。胎盤を通しての先天性天然痘はありうるが比較的まれである。感染すると12日から16日の潜伏期間を経て、39℃前後の急激な高熱と頭痛、四肢痛、腰痛などが発症する。小児には吐気・嘔吐、意識障害が見られる場合がある。また、病名の由来である発疹は（pox はラテン語の spotted（斑点）に由来する）顔や頭部に多く発生するが、全身に発生する。初期には口の中に発生し、この時に伝染力が最も高い。水痘とは異なりヘソのような凹みがある。死亡する場合は症状の発生から1週間目後半から2週間目の時期が多く、原因はウイルス血症が多い。死亡しない場合は2週間から3週間で全身の発疹がかさぶたとなって落ち治癒するが、色素沈着や瘢痕（あばた）を残すことで知られる。最後のかさぶたが落ちるまで感染者は伝染性を持つ。治癒後は強力な免疫が付き、それは major と minor 両方に効果がある。

## 存在
天然痘ウイルスの起源は定かではないが、ヒトが集団生活を始めた紀元前10000年頃には既に存在していたと見られている。紀元前1000年前後のエジプトのミイラには天然痘の痕跡が見られる。有史以来一時は世界中に存在しており、20世紀になってもインド亜大陸、インドネシア、ブラジル、アフリカ中南部、エチオピアなど33か国は常在地として知られていた。
1958年に世界保健機関（WHO）は世界天然痘根絶計画を可決し、天然痘の撲滅に乗り出した。当初の戦略として、種痘の100%接種が行われ、ワクチン成果が上がらないと分かると、今度は感染者周辺に予防接種する集団免疫と封じ込めに切り替えた。その結果天然痘は激減し、1977年10月26日に診断されたソマリア人男性のアリ・マオ・マーランが、記録に残る自然発生で天然痘ウイルスに感染した最後のヒトとなった。
その後の監視期間を経て、1979年12月9日に専門家による撲滅宣言、1980年5月8日にWHOによる撲滅宣言が行われた。それ以降は自然界に天然痘ウイルスは存在しない。これは人類が根絶に成功した初めての感染症で、2例目は2011年の牛疫ウイルス (Rinderpest virus) による偶蹄目の感染症である牛疫までない。
この間の1978年にバーミンガム大学に保管されていた天然痘ウイルス株が漏れ出して、イギリス人女性ジャネット・パーカーに感染、同年9月11日に死亡した。彼女は天然痘で死亡した最後のヒトとなった。
この事件をきっかけに、保管されているウイルス株の廃棄、もしくはWHOが指定するアメリカ疾病予防管理センターとロシア国立ウイルス学・生物工学研究センターのバイオセーフティーレベル4の施設に移動された。
2013年時点で、地球上に現存している天然痘ウイルスはこれだけである。この2施設のウイルス株も、1986年に1993年12月30日までの廃棄が設定されたが、保有するアメリカ合衆国とロシアの反発により1999年6月30日に延期された。2002年には特定の研究目的に一時的な保管に合意した。2010年も当面のウイルス株の保存に合意がなされているが、米露は今後5年以内に廃棄の日程に関する話し合いを行うとしている。また、保存に関する科学的根拠を疑問視する声もある。
保存を強く主張する米露は、生物兵器に天然痘ウイルスを用いるため、秘密裏に保持している国家があることを懸念している。また、ワクチン、抗ウイルス薬、診断テストなどの開発のため、保存を主張する科学者もいる。

## ワクチン

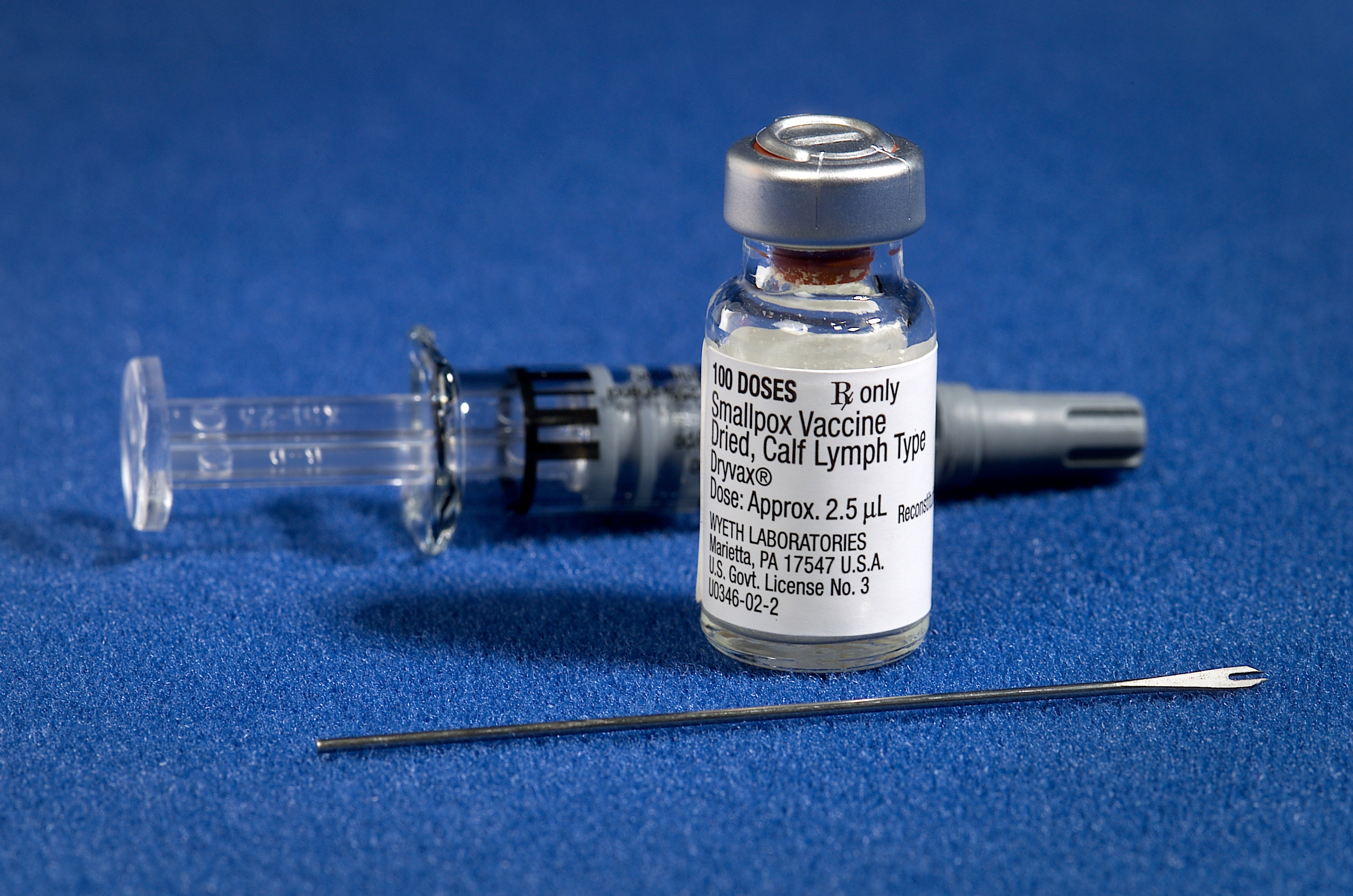
天然痘ワクチンキット。

天然痘は世界で初めてワクチンが開発された感染症である。今日で種痘と呼ばれるその方法は、1796年にエドワード・ジェンナーが開発したもので、近い種のウイルスである牛痘ウイルスを含む牛痘の膿を用いた方法（異種ワクチン）である。免疫の獲得そのものはそれ以前から知られており、天然痘の膿やかさぶたの粉末を用いて免疫を獲得する人痘法があった。その歴史は古く、最も古い物では10世紀頃の中国大陸の記録がある。しかし人痘法は、実際に天然痘ウイルスで感染させる方法（生ワクチン）であるため時には死亡する危険な方法であった。対して牛痘ウイルスを用いた牛痘法はたとえ発症しても軽度で済み瘢痕も残らない事からより安全な方法として確立した。
なお、病原体そのものの活性を弱めて使用する不活化ワクチンは、ウイルスでは1885年のルイ・パスツールとエミール・ルーによって狂犬病ウイルス (Rabies virus) を用いて開発された狂犬病ワクチン、病原体全般では1881年にルイ・パスツールによって開発された真正細菌の一種である炭疽菌のワクチンが最初である。